# Mischa Elman
Mischa (Mikhail Saulovich) Elman (in russo Михаил Саулович Эльман?; Talnoe, 20 gennaio 1891 – New York, 5 aprile 1967) è stato un violinista statunitense di origine russa.

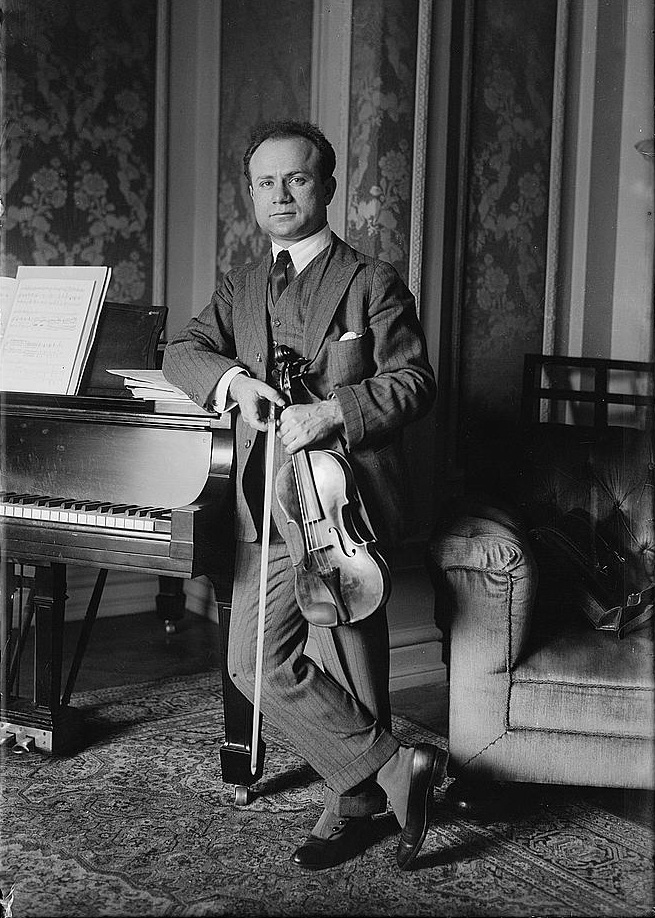
Mischa Elman nel 1916

Nato nella piccola città di Talnoe (nell’Impero Russo, governatorato di Kiev), Elman è rimasto famoso per il suo stile appassionato e il suono inconfondibilmente “caldo”.

## Biografia
Mischa Elman, figlio di un insegnante ebreo e nipote di un musicista klezmer, è cresciuto nella tradizione degli enfant prodige. Da bambino ricevette come regalo un piccolo violino, imparando a suonarlo da autodidatta in un tempo molto breve. Fu quindi inviato a Odessa per frequentare lezioni regolari di violino con un insegnante locale, Alexander Fiedelmann  dell’Accademia Reale di Musica. Ben presto si esibì in pubblico suonando il Concerto n. 7 di de Bériot. 
In breve tempo ha fatto rapidi progressi e gli è stata data l’opportunità di suonare di fronte a virtuosi come Adolph Brodsky, e Leopold Auer. Pablo de Sarasate, dopo averlo ascoltato, gli diede una raccomandazione, affermando che poteva diventare uno dei grandi talenti d’Europa. All’età di 11 anni in presenza di Leopold Auer, ha suonato il Concerto n. 2 di Wieniawski e il Capriccio n. 24 di Paganini. Auer fu così impressionato che fece ammettere Elman al Conservatorio di San Pietroburgo nel 1903 e divenne suo allievo. Studiò anche teoria musicale con César Cui.
Nello stesso anno iniziò ad esibirsi davanti ai ricchi mecenati delle arti. Il Granduca di Mecklenburg-Strelitz gli diede un violino Nicola Amati. Il suo debutto a Berlino nel settembre del 1904 fu un successo sensazionale. Joseph Joachim, che lo sentì in questa occasione, disse che era senza parole.
Il suo debutto a Londra nel marzo del 1905 includeva la première britannica del Concerto di Aleksandr Glazunov. Nel corso di quella tournée in Gran Bretagna, dove Elman è apparso davanti a Edoardo VII a Buckingham Palace, la stampa lo ha descritto come il più grande violinista del mondo. Nel 1908 suonò alla Carnegie Hall di New York il Concerto di Čajkovskij facendo una grande impressione sul suo pubblico americano. Trasferitosi con la sua famiglia negli Stati Uniti nel 1911, Elman divenne cittadino americano nel 1923.  Nel corso del 1914 è impegnato in una lunga tournée in Australia. Nel 1921 Eugène Ysaÿe scisse Extase, 4me Poème pour Violon et Orchestre op.21, dedicandolo ad Elman. 
Nel periodo di maggior fama ha tenuto più di cento concerti all’anno e le vendite delle sue registrazioni hanno superato i due milioni di copie.
Nel 1942, Elman commissionò un brano per violino e orchestra a Bohuslav Martinů. Il compositore ceco scrisse e dedicò a Elman il Concerto n. 2. Il 31 dicembre 1943, il violinista effettuò a Boston la prima esecuzione con Sergej Kusevickij e la Boston Symphony Orchestra
Nel 1964, a sessanta anni dal suo debutto a Berlino, ritornò nella capitale tedesca a suonare il Concerto di Mendelssohn, con i Berliner Philharmoniker.
Un accompagnatore frequente nei lavori cameristici durante la prima carriera americana di Elman fu Emmanuel Bay, che nacque esattamente lo stesso giorno di Elman, il 20 gennaio 1891. Ma Elman si esibì e registrò anche con Josef Bonime, Carroll Hollister, Wolfgang Rosé e altri, e dal 1950 il suo accompagnatore al pianoforte è stato Joseph Seiger. Ha anche eseguito e registrato brevemente con il Mischa Elman String Quartet, fondato nel 1926. 
Il repertorio di Elman si concentrava principalmente sui grandi compositori romantici come Mendelssohn, Čajkovskij e Wieniawski, ma interpretava anche opere di Bach, Mozart e Beethoven. 
Elman ha scritto vari arrangiamenti per violino di pezzi classici e romantici, così come alcune brevi composizioni originali. 
Suo padre pubblicò un libro di memorie di Mischa Elman nel 1933.
Le registrazioni discografiche di Elman abbracciano più di sei decenni. I suoi primi dischi a 78 giri furono realizzati da Pathé a Parigi nel 1906; le sue sessioni finali di LP furono registrate per la Vanguard a New York nel 1967. La maggior parte della sua discografia fu realizzata per la Victor Talking Machine Company/RCA Victor, con la quale ebbe un rapporto esclusivo fino al 1950. In seguito, ha registrato per Decca/London e successivamente l’etichetta Vanguard. I dischi di Elman, tuttavia, non sono mai stati ristampati su CD in modo sistematico.
Nel corso della sua lunga carriera Elman ha alternato diversi strumenti antichi tra cui un Nicola Amati (s.d.), lo Stradivari “Shoofs” del 1703, uno Stradivari del 1721 (poi di proprietà di Josef Suk); lo Stradivari  “Joachim, Elman” soprannominato anche “Bloomfield” del 1722, lo Stradivari “Madame Récamier” del 1727, lo Stradivari “Samazeuilh” del 1735(poi di proprietà di Régis Pasquier e Uto Ughi).
Elman morì nel suo appartamento il 5 aprile 1967 a Manhattan, New York City, poche ore dopo aver completato una prova con il suo pianista Joseph Seiger. È sepolto nel Cimitero dei Colli di Westchester a Hastings-on-Hudson, New York.